# JDeveloper
JDeveloper是一個集成开发环境，為甲骨文公司自2005年起提供的免費軟體。JDeveloper的歷史可以追溯到1998年。人們可以在該集成开发环境上使用Java、XML、SQL和PL-SQL、HTML、JavaScript、BPEL和PHP等編程語言设计、编码、调试、优化和分析、部署軟件。